# Mistrzostwa Europy w piłce nożnej
Mistrzostwa Europy w piłce nożnej mężczyzn (inaczej Euro, polski skrót ME) – rozgrywki sportowe, cyklicznie organizowane przez Unię Europejskich Związków Piłkarskich (UEFA) dla europejskich piłkarskich reprezentacji krajowych seniorów. Największy turniej piłki nożnej rozgrywany na „starym kontynencie”.

## Historia

### Wcześniejsze turnieje rozgrywane w Europie
23 kwietnia 1906 roku odbył się w Atenach w Grecji trzeci turniej piłkarski (piłka nożna na Olimpiadzie Letniej 1906). Udział w nim wzięły 4 reprezentacje z Europy, z czego Turcja wystawiła do turnieju 2 reprezentacje (Smyrna i Saloniki). Wygrała Dania pokonując w półfinale Turków z miasta Smyrna 5:1, w finale mieli się spotkać z Grekami z Aten, ale przerwali oni mecz, a potem odmówili gry w spotkaniu o drugie miejsce, z tego powodu nie było finału, został rozegrany jedynie mecz o drugie miejsce między Turkami ze Smyrny a Turkami z Salonik, który wygrali ci pierwsi 3:0. Zawody zostały rozegrane dla uświetnienia 10-lecia nowożytnych olimpiad i uważane są za zwykłe zawody międzynarodowe.
19 października 1908 roku, kiedy FIFA liczyła 15 członków, odbył się w Londynie na terenie Wielkiej Brytanii czwarty turniej piłkarski (piłka nożna na Letnich Igrzyskach Olimpijskich 1908). Udział w nim wzięło 8 europejskich reprezentacji, z czego Francuzi wystawili do turnieju 2 reprezentacje. Wygrała Wielka Brytania pokonując Danię 2:0, trzecie miejsce przypadło Holandii.
29 czerwca 1912 roku o 11:00 rozpoczął się w Sztokholmie w Szwecji piąty turniej piłkarski (piłka nożna na Letnich Igrzyskach Olimpijskich 1912). Udział w nim wzięło 11 reprezentacji z Europy. Podium takie samo jak w poprzednim turnieju, czyli złoto dla Wielkiej Brytanii, srebro dla Danii, a brąz dla Holandii.

### Pierwsze mistrzostwa
Pierwsze mistrzostwa odbyły się we Francji w 1960 roku pod nazwą „Puchar Narodów Europy”, a od turnieju we Włoszech w 1968 roku odbywają się jako „Mistrzostwa Europy”. W latach 1960–1976 turniej finałowy odbywał się z udziałem 4 drużyn. Od 1980 do 1992 brało w nim natomiast udział 8 zespołów, zaś od 1996 do 2012 – 16 reprezentacji. Od 2016 w finałach piłkarskich Mistrzostw Europy występują 24 reprezentacje. Od szóstych finałów awans do nich ma automatycznie zapewniony ich gospodarz, bądź obaj współgospodarze. W 1980 po raz ostatni rozegrano mecz o trzecie miejsce ME. Od Mistrzostw Europy w 1984 we Francji przegrane drużyny z półfinałów zdobywają brązowy medal.

## System rozgrywek
System rozgrywek mistrzostw Europy składa się z dwóch części:
- eliminacji – mogą w nich uczestniczyć męskie reprezentacje seniorskie wszystkich krajowych federacji zrzeszonych pod egidą UEFA (łącznie 55 państw), które w określonym terminie zostaną zgłoszone do tych rozgrywek przez swe macierzyste związki piłkarskie i nie zostały zawieszone przez UEFA w prawach jej członków. Rozpoczynają się losowaniem poszczególnych grup eliminacyjnych, w których później toczy się cała rywalizacja;
- turnieju finałowego/finałów (tj. właściwych Mistrzostw Europy) – od 1980 przeprowadzanego systemem mieszanym (tj. runda grupowa, a następnie faza pucharowa), od 1996 zakwalifikowanych zostaje do niego 16 drużyn: gospodarz/gospodarze turnieju oraz triumfatorzy eliminacji, od 2016 zakwalifikowane są 24 drużyny narodowe stowarzyszone w UEFA: w skład wchodzą gospodarze i drużyny, które pomyślnie przeszły kwalifikacje[2].

Prawie każda z ww. części mistrzostw Europy odbywa się w latach parzystych, regularnie co 4 lata. Tylko raz Euro 2020 zostało przełożone o rok później, z powodu pandemii COVID-19. Eliminacje rozpoczynały się jesienią roku dwa lata wcześniejszego, niż rok przeprowadzenia turnieju finałowego. Od wprowadzenia Ligi Narodów eliminacje trwają od wiosny do jesieni roku poprzedzającego turniej finałowy.

## Maskotki
Maskotki w Mistrzostwach Europy pojawiają się od 1980 roku.
- 1980: Pinokio (maskotką tego turnieju był drewniany pajacyk Pinokio, którego nos przedstawiał barwy kraju-gospodarza, czyli Włoch)
- 1984: Peno (maskotką turnieju był kogut Peno. Jego nazwa wywodziła się z francuskiego slangu i oznaczała „rzut karny”)
- 1988: Berni (maskotką mistrzostw, które rozgrywano w RFN był królik Berni. Jego imię wzięło się od nazwy miasta Berno, gdzie wówczas mieściła się siedziba UEFA)
- 1992: Rabbit (maskotką mistrzostw, podobnie jak tych organizowanych cztery lata wcześniej, był królik. Nazywał się Rabbit i był ubrany w barwy kraju-gospodarza, czyli Szwecji)
- 1996: Goaliath (na tych mistrzostwach postawiono na lwa. Maskotką turnieju został potężny lew Goaliath)
- 2000: Benelucky (maskotką turnieju rozgrywanego w dwóch państwach – Belgii i Holandii, był Benelucky. Ta maskotka to połączenie symboli Belgii i Holandii – diabła oraz lwa)
- 2004: Kinas (maskotką tych mistrzostw był Kinas. Chłopiec był ubrany w barwy Portugalii, a więc kraju-gospodarza)
- 2008: Trix i Flix (podczas mistrzostw rozgrywanych w Austrii i Szwajcarii maskotkami byli bracia bliźniacy – Trix i Flix)
- 2012: Slavek i Slavko (maskotkami mistrzostw podobnie jak cztery lata wcześniej, byli bracia bliźniacy. Ich stroje i fryzury utrzymane zostały w narodowych barwach krajów-gospodarzy – polska maskotka nazywała się Slavek, a ukraińska Slavko)
- 2016: Super Victor (maskotką mistrzostw Europy był Super Victor. To chłopiec z popularnej kreskówki ubrany w strój sportowy w barwach narodowych Francji)
- 2020: Skillzy (oficjalna maskotka turnieju Skillzy została odsłonięta 24 marca 2019 roku. Postać inspirowana jest freestyle footballem i street footballem)
- 2024: Albärt (oficjalną maskotką Mistrzostw Europy jest miś Albärt).
- 2028:
- 2032:

## Gospodarze turnieju
| Liczba | Kraj              | Rok                    |
| ------ | ----------------- | ---------------------- |
| 4      | Włochy            | 1968, 1980, 2020, 2032 |
| 3      | Francja           | 1960, 1984, 2016       |
| 3      | Niemcy            | 1988, 2020, 2024       |
| 3      | Anglia            | 1996, 2020, 2028       |
| 2      | Hiszpania         | 1964, 2020             |
| 2      | Belgia            | 1972, 2000             |
| 2      | Holandia          | 2000, 2020             |
| 2      | Szkocja           | 2020, 2028             |
| 1      | Jugosławia        | 1976                   |
| 1      | Szwecja           | 1992                   |
| 1      | Portugalia        | 2004                   |
| 1      | Austria           | 2008                   |
| 1      | Szwajcaria        | 2008                   |
| 1      | Polska            | 2012                   |
| 1      | Ukraina           | 2012                   |
| 1      | Azerbejdżan       | 2020                   |
| 1      | Węgry             | 2020                   |
| 1      | Rumunia           | 2020                   |
| 1      | Dania             | 2020                   |
| 1      | Rosja             | 2020                   |
| 1      | Walia             | 2028                   |
| 1      | Irlandia Północna | 2028                   |
| 1      | Irlandia          | 2028                   |
| 1      | Turcja            | 2032                   |

## Medaliści
| Rok  | Gospodarz                  | Mecz finałowy           | Mecz finałowy  | Mecz finałowy     | Mecz o 3. miejsce       | Mecz o 3. miejsce | Mecz o 3. miejsce |
| Rok  | Gospodarz                  | Mistrz                  | Wynik          | Wicemistrz        | 3. miejsce              | Wynik             | 4. miejsce        |
| ---- | -------------------------- | ----------------------- | -------------- | ----------------- | ----------------------- | ----------------- | ----------------- |
| 1960 | Francja                    | Związek Radziecki       | 2 – 1 po dogr. | Jugosławia        | Czechosłowacja          | 2 – 0             | Francja           |
| 1964 | Hiszpania                  | Hiszpania               | 2 – 1          | Związek Radziecki | Węgry                   | 3 – 1             | Dania             |
| 1968 | Włochy                     | Włochy                  | 1 – 1          | Jugosławia        | Anglia                  | 2 – 0             | Związek Radziecki |
| 1968 | Włochy                     | Powtórzony finał: 2 – 0 |                |                   | Anglia                  | 2 – 0             | Związek Radziecki |
| 1972 | Belgia                     | Niemcy Zachodnie        | 3 – 0          | Związek Radziecki | Belgia                  | 2 – 1             | Węgry             |
| 1976 | Jugosławia                 | Czechosłowacja          | 2 – 2          | Niemcy Zachodnie  | Holandia                | 3 – 2             | Jugosławia        |
| 1976 | Jugosławia                 | 5 – 3 w rzutach karnych |                |                   | Holandia                | 3 – 2             | Jugosławia        |
| 1980 | Włochy                     | Niemcy Zachodnie        | 2 – 1          | Belgia            | Czechosłowacja          | 1 – 1             | Włochy            |
| 1980 | Włochy                     | Niemcy Zachodnie        | 2 – 1          | Belgia            | 9 – 8 w rzutach karnych |                   |                   |
| 1984 | Francja                    | Francja                 | 2 – 0          | Hiszpania         | Dania                   | i                 | Portugalia        |
| 1988 | Niemcy Zachodnie           | Holandia                | 2 – 0          | Związek Radziecki | Niemcy Zachodnie        | i                 | Włochy            |
| 1992 | Szwecja                    | Dania                   | 2 – 0          | Niemcy            | Holandia                | i                 | Szwecja           |
| 1996 | Anglia                     | Niemcy                  | 2 – 1 po dogr. | Czechy            | Anglia                  | i                 | Francja           |
| 2000 | Belgia · Holandia          | Francja                 | 2 – 1 po dogr. | Włochy            | Holandia                | i                 | Portugalia        |
| 2004 | Portugalia                 | Grecja                  | 1 – 0          | Portugalia        | Czechy                  | i                 | Holandia          |
| 2008 | Austria · Szwajcaria       | Hiszpania               | 1 – 0          | Niemcy            | Rosja                   | i                 | Turcja            |
| 2012 | Polska · Ukraina           | Hiszpania               | 4 – 0          | Włochy            | Niemcy                  | i                 | Portugalia        |
| 2016 | Francja                    | Portugalia              | 1 – 0 po dogr. | Francja           | Niemcy                  | i                 | Walia             |
| 2020 | Brak jednego gospodarza    | Włochy                  | 1 – 1          | Anglia            | Dania                   | i                 | Hiszpania         |
| 2020 | Brak jednego gospodarza    | 3 – 2 w rzutach karnych |                |                   | Dania                   | i                 | Hiszpania         |
| 2024 | Niemcy                     | Hiszpania               | 2 – 1          | Anglia            | Francja                 | i                 | Holandia          |
| 2028 | Irlandia · Wielka Brytania |                         |                |                   |                         |                   |                   |
| 2032 | Turcja · Włochy            |                         |                |                   |                         |                   |                   |

1. ↑  Od 1984 r. mecz o 3. miejsce nie jest rozgrywany.
2. 1 2  Po dogrywce do złotej bramki.

| \| Msc. \| Państwo \| \| \| \| \| \| ----- \| ----------------------- \| -- \| -- \| -- \| -- \| \| 1. \| Hiszpania \| 4 \| 1 \| 1 \| 6 \| \| 2. \| RFN / Niemcy \| 3 \| 3 \| 3 \| 9 \| \| 3. \| Włochy \| 2 \| 2 \| 1 \| 5 \| \| 4. \| Francja \| 2 \| 1 \| 2 \| 5 \| \| 5. \| ZSRR / Rosja \| 1 \| 3 \| 1 \| 5 \| \| 6. \| Czechosłowacja / Czechy \| 1 \| 1 \| 3 \| 5 \| \| 6. \| Portugalia \| 1 \| 1 \| 3 \| 5 \| \| 8. \| Holandia \| 1 \| 0 \| 5 \| 6 \| \| 9. \| Dania \| 1 \| 0 \| 2 \| 3 \| \| 10. \| Grecja \| 1 \| 0 \| 0 \| 1 \| \| 11. \| Anglia \| 0 \| 2 \| 2 \| 4 \| \| 12. \| Jugosławia / Serbia \| 0 \| 2 \| 0 \| 2 \| \| 13. \| Belgia \| 0 \| 1 \| 1 \| 2 \| \| 14. \| Węgry \| 0 \| 0 \| 1 \| 1 \| \| 14. \| Szwecja \| 0 \| 0 \| 1 \| 1 \| \| 14. \| Turcja \| 0 \| 0 \| 1 \| 1 \| \| 14. \| Walia \| 0 \| 0 \| 1 \| 1 \| \| Razem \| Razem \| 17 \| 17 \| 28 \| 62 \| Tabela medalowa zaktualizowana po turnieju ME 2024. |                         | Klasyfikacja według liczby tytułów Hiszpania: 4 Niemcy: 3 Włochy: 2 Francja: 2 ZSRR: 1 Czechosłowacja: 1 Holandia: 1 Dania: 1 Grecja: 1 Portugalia: 1 Mistrzowie Europy w roli gospodarza turnieju - Hiszpania (1964) - Włochy (1968) - Francja (1984) |        |      |    |
| Msc. | Państwo                 | złoto | srebro | brąz |    |
| 1. | Hiszpania               | 4 | 1      | 1    | 6  |
| 2. | RFN / Niemcy            | 3 | 3      | 3    | 9  |
| 3. | Włochy                  | 2 | 2      | 1    | 5  |
| 4. | Francja                 | 2 | 1      | 2    | 5  |
| 5. | ZSRR / Rosja            | 1 | 3      | 1    | 5  |
| 6. | Czechosłowacja / Czechy | 1 | 1      | 3    | 5  |
| 6. | Portugalia              | 1 | 1      | 3    | 5  |
| 8. | Holandia                | 1 | 0      | 5    | 6  |
| 9. | Dania                   | 1 | 0      | 2    | 3  |
| 10. | Grecja                  | 1 | 0      | 0    | 1  |
| 11. | Anglia                  | 0 | 2      | 2    | 4  |
| 12. | Jugosławia / Serbia     | 0 | 2      | 0    | 2  |
| 13. | Belgia                  | 0 | 1      | 1    | 2  |
| 14. | Węgry                   | 0 | 0      | 1    | 1  |
| 14. | Szwecja                 | 0 | 0      | 1    | 1  |
| 14. | Turcja                  | 0 | 0      | 1    | 1  |
| 14. | Walia                   | 0 | 0      | 1    | 1  |
| Razem | Razem                   | 17 | 17     | 28   | 62 |

## Liczba startów reprezentacji (1960–2024)
| 14 występów - Niemcy 12 występów - Hiszpania - Rosja 11 występów - Anglia - Czechy - Francja - Holandia - Włochy |  | 10 występów - Dania 9 występów - Portugalia 7 występów - Belgia - Chorwacja - Szwecja |  | 6 występów - Serbia - Rumunia - Szwajcaria - Turcja 5 występów - Polska - Węgry |  | 4 występy - Austria - Grecja - Szkocja - Ukraina 3 występy - Irlandia - Słowacja |  | 2 występy - Albania - Bułgaria - Słowenia - Walia |  | 1 występ - Finlandia - Gruzja - Irlandia Północna - Islandia - Łotwa - Macedonia Północna - Norwegia |

Uwagi:
- Występy ZSRR i Wspólnoty Niepodległych Państw wliczono do występów Rosji, Czechosłowacji – do występów Czech, Niemiec Zachodnich – do występów Niemiec, a Jugosławii – do występów Serbii.

## Tabela wszech czasów
W szesnastu finałach piłkarskich mistrzostw Europy lat 1960–2024 wystąpiło 36 reprezentacji narodowych. Rozegrały 337 meczów (107 zakończyło się remisem), strzelając 805 bramek (średnio 2,39 na spotkanie).
| Lp. | Reprezentacja      | Tytuły | Starty | Mecze | Zwycięstwa | Remisy | Porażki | Gole strzelone | Gole stracone | Bilans bramek | Punkty |
| --- | ------------------ | ------ | ------ | ----- | ---------- | ------ | ------- | -------------- | ------------- | ------------- | ------ |
| 1   | Niemcy             | 3      | 14     | 58    | 30         | 14     | 14      | 89             | 59            | +30           | 104    |
| 2   | Hiszpania          | 4      | 12     | 53    | 28         | 15     | 10      | 83             | 46            | +37           | 99     |
| 3   | Włochy             | 2      | 11     | 49    | 22         | 19     | 8       | 55             | 36            | +19           | 85     |
| 4   | Francja            | 2      | 11     | 49    | 23         | 15     | 11      | 73             | 53            | +20           | 84     |
| 5   | Holandia           | 1      | 11     | 45    | 23         | 9      | 13      | 75             | 48            | +27           | 78     |
| 6   | Portugalia         | 1      | 9      | 43    | 21         | 11     | 11      | 61             | 41            | +20           | 75     |
| 7   | Anglia             | 0      | 11     | 45    | 18         | 16     | 11      | 59             | 43            | +16           | 70     |
| 8   | Czechy             | 1      | 11     | 40    | 15         | 8      | 17      | 51             | 52            | -1            | 53     |
| 9   | Rosja              | 1      | 12     | 36    | 13         | 7      | 16      | 40             | 52            | -12           | 46     |
| 10  | Belgia             | 0      | 7      | 26    | 12         | 3      | 11      | 33             | 30            | +3            | 39     |
| 11  | Dania              | 1      | 10     | 37    | 10         | 9      | 18      | 44             | 54            | -10           | 39     |
| 12  | Chorwacja          | 0      | 7      | 25    | 9          | 8      | 8       | 33             | 34            | -1            | 35     |
| 13  | Szwecja            | 0      | 7      | 24    | 7          | 7      | 10      | 30             | 28            | +2            | 28     |
| 14  | Szwajcaria         | 0      | 6      | 23    | 5          | 11     | 7       | 24             | 28            | -4            | 26     |
| 15  | Turcja             | 0      | 6      | 23    | 7          | 2      | 14      | 22             | 38            | -16           | 23     |
| 16  | Grecja             | 1      | 4      | 16    | 5          | 3      | 8       | 14             | 20            | -6            | 18     |
| 17  | Walia              | 0      | 2      | 10    | 5          | 1      | 4       | 13             | 12            | +1            | 16     |
| 18  | Austria            | 0      | 4      | 14    | 4          | 2      | 8       | 14             | 18            | -4            | 14     |
| 19  | Polska             | 0      | 5      | 17    | 2          | 8      | 7       | 14             | 21            | -7            | 14     |
| 20  | Węgry              | 0      | 5      | 14    | 3          | 4      | 7       | 16             | 24            | -8            | 13     |
| 21  | Ukraina            | 0      | 4      | 14    | 4          | 1      | 9       | 10             | 23            | -13           | 13     |
| 22  | Serbia             | 0      | 6      | 17    | 3          | 4      | 10      | 23             | 41            | -18           | 13     |
| 23  | Rumunia            | 0      | 6      | 20    | 2          | 6      | 12      | 14             | 27            | -13           | 12     |
| 24  | Słowacja           | 0      | 3      | 11    | 3          | 2      | 6       | 9              | 18            | -9            | 11     |
| 25  | Szkocja            | 0      | 4      | 12    | 2          | 3      | 7       | 7              | 17            | -10           | 9      |
| 26  | Islandia           | 0      | 1      | 5     | 2          | 2      | 1       | 8              | 9             | -1            | 8      |
| 27  | Irlandia           | 0      | 3      | 10    | 2          | 2      | 6       | 6              | 17            | -9            | 8      |
| 28  | Słowenia           | 0      | 2      | 7     | 0          | 6      | 1       | 6              | 7             | -1            | 6      |
| 29  | Norwegia           | 0      | 1      | 3     | 1          | 1      | 1       | 1              | 1             | 0             | 4      |
| 30  | Gruzja             | 0      | 1      | 4     | 1          | 1      | 2       | 5              | 8             | -3            | 4      |
| 31  | Albania            | 0      | 2      | 6     | 1          | 1      | 4       | 4              | 8             | -4            | 4      |
| 32  | Bułgaria           | 0      | 2      | 6     | 1          | 1      | 4       | 4              | 13            | -9            | 4      |
| 33  | Finlandia          | 0      | 1      | 3     | 1          | 0      | 2       | 1              | 3             | -2            | 3      |
| 34  | Irlandia Północna  | 0      | 1      | 4     | 1          | 0      | 3       | 2              | 3             | -1            | 3      |
| 35  | Łotwa              | 0      | 1      | 3     | 0          | 1      | 2       | 1              | 5             | -4            | 1      |
| 36  | Macedonia Północna | 0      | 1      | 3     | 0          | 0      | 3       | 2              | 8             | -6            | 0      |

Uwagi:
- Występy ZSRR oraz WNP zostały zaliczone do występów Rosji. Występy Czechosłowacji zaliczono Czechom. Występy RFN zaliczono Niemcom. Występy Jugosławii oraz Serbii i Czarnogóry zaliczono Serbom.
- Aktualizacja na 15 lipca 2024.
- W latach 1960–1992 za zwycięstwo przyznawano 2 punkty, a od 1996 – 3.
- Pogrubioną czcionką oznaczono zespoły, które kiedykolwiek wygrały przynajmniej raz Mistrzostwa Europy.